# Ludo Vandromme
Ludo Vandromme (* 22. Januar 1945 in Kachtem) ist ein ehemaliger belgischer Radrennfahrer.

## Sportliche Laufbahn
Vandromme war im Straßenradsport und im Bahnradsport aktiv. Als Amateur wurde er 1963 belgischer Vizemeister im Sprint und 1963 Dritter in der Meisterschaft im Steherrennen. Auf der Straße gewann er 1963 das Eintagesrennen Gent–Wervik.
Von 1964 bis 1969 war er Unabhängiger und Berufsfahrer. 1966 siegte er im Circuit du Port de Dunkerque und im Grote Prijs Raf Jonckheere.
Etappensiege gelangen ihm 1966 in der Belgien-Rundfahrt (zweifach), bei den Quatre Jours de Dunkerque und 1967 in der Portugal-Rundfahrt (zweifach).
Zweiter wurde Vandromme 1966 im Omloop van het Zuidwesten und im Grand Prix Briek Schotte, 1969 im Omloop van Oost-Vlaanderen und im Gullegem Koerse. In den Rennen der Monumente des Radsports war der 9. Platz in der Flandern-Rundfahrt 1968 sein bestes Resultat.